# مگس ساقه‌نشین پتری
مگس ساقه‌نشین پتری (نام علمی: Opomyza petrei) نام یک گونه از سرده ساقه‌مگسی‌ها است.